# Nikolaj Notovič
Nikolaj Notovič (1858 – ?) byl ruský aristokrat, kozácký důstojník, špion a novinář známý díky svému tvrzení, že Ježíš Kristus strávil v Bibli chybějící část svého života v Indii. Měl cestovat s obchodníky do indického kláštera Hemis v Ladaku a studovat buddhismus.